# Vila Eden I
Vila Eden I, původně vila Doktor Müller, event. psáno vila Dr. Müller, v období druhé světové války s názvem Polizeikuranstalt, později po válce Léčebný ústav Jiřího Dimitrova, se nachází v Křížíkově ulici 1345/10 ve vilové čtvrti Westend v Karlových Varech. Nechal si ji v letech 1928–1929 postavit karlovarský lékař Isidor Müller. O vyhotovení projektu, stejně jako o realizaci stavby, se postaral karlovarský architekt a stavitel Paul Schauffuss. Dnes je vila součástí léčebny Mánes.

## Historie
V nově rozparcelované lokalitě za výletní restaurací Malé Versailles ve Findlaterově ulici (dnes Křižíkově) již stály tři nové vily – Schmidt, Mimosa a Hess. Západně od vily Hess zakoupil pozemek lázeňský lékař Isidor Müller za účelem vybudovat zde lázeňské sanatorium. Projekt pro dvoupatrovou vilu zhotovil v květnu 1928 karlovarský architekt a stavitel Paul Schauffuss. Stavební povolení bylo vydáno 23. června 1928. Doktor Müller pak požadoval větší lůžkovou kapacitu a ještě během stavby se snažil získat stavební povolení na zvýšení budovy o jedno patro. Karlovarský stavební úřad však žádost zamítl, neboť podle předchozího rozhodnutí se v této lokalitě směly stavět pouze vily dvoupatrové, s eventuálním zvýšeným přízemím a obytnou mansardou. Doktor Müller se po zamítnutí odvolal k Zemské radě v Praze. Její rozhodnutí ze dne 14. února 1929 však potvrdilo nesouhlasné stanovisko karlovarské rady a navýšení objektu vyloučilo. Vila Doktor Müller byla dokončena v roce 1929 podle původního projektu.
O rok později vyřešil doktor Müller nedostatečnou kapacitu svého sanatoria výstavbou depandance na vedlejší parcele s názvem Depandance Haus Dr. Müller, dnes Eden II. S hlavní budovou je propojena krytou chodbou. V roce 1930 se též uskutečnily úpravy svahu pod oběma budovami. Bylo vybudováno reprezentační dvouramenné schodiště s půlkruhovým odpočívadlem a fontánkou ve střední části; vše též podle plánu stavitele Paula Schauffusse.
Sanatorium patřilo doktoru Müllerovi do roku 1939. Po druhé světové válce došlo ke znárodnění obou budov. Ty nejprve připadly nemocenské pojišťovně, poté se staly rekreačními domy odborů a od roku 1957 spadaly pod podnik Československé státní lázně s názvy Léčebný ústav Jiřího Dimitrova a depandance Léčebného ústavu Jiřího Dimitrova. V roce 1981 došlo k rekonstrukci obou vil. Po sametové revoluci se staly součástí léčebny Mánes. 

V současnosti (únor 2021) je budova s názvem Eden I evidována jako objekt k bydlení ve vlastnictví České republiky, příslušnost hospodařit s majetkem státu má příspěvková organizace Léčebné lázně Lázně Kynžvart.

## Popis

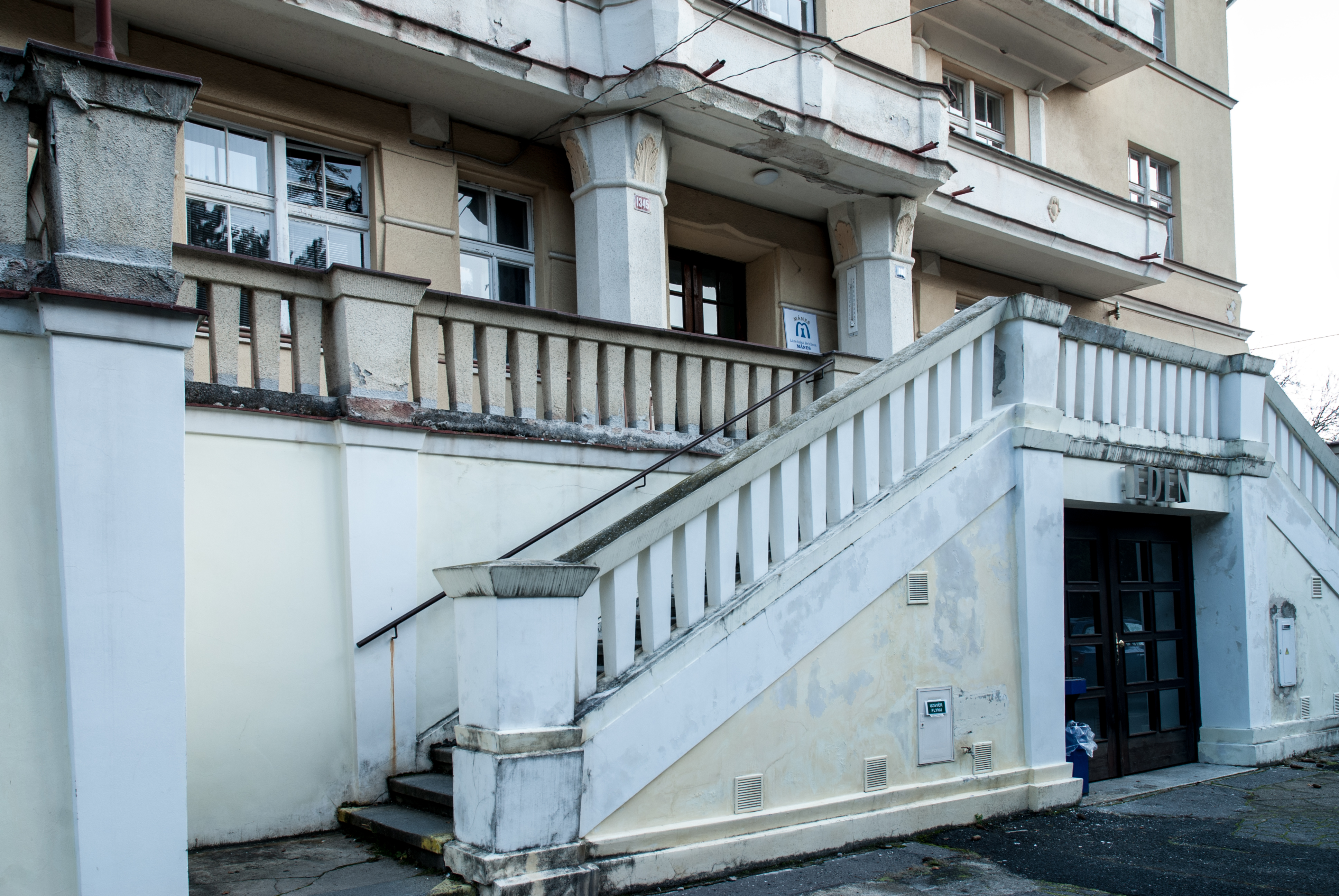
Předsazené vstupní schodiště, listopad 2020

Budova se nachází ve čtvrti Westend v Křižíkově ulici 1345/10 na samém okraji karlovarských lázeňských lesů. Jedná se o dvoupatrovou vilu s mansardovou střechou stojící na zahradně upraveném vyvýšeném svahu. Široké průčelí je ve střední ose zdůrazněno rizalitem, který u mansardového podlaží končí balkonem. Nad ním ční zalamovaný atikový štít s vikýřem. Na rizalit jsou napojeny v prvém i druhém patře průběžné balkony. K hlavnímu vstupu vede dvouramenné schodiště ukončené terasou. Schodiště i zábradlí terasy je zdobeno pilířky ve tvarech obrácených komolých jehlanů.